# 양투양타
양투양타는 야구에서 양손으로 던지고 양손으로 치는 야구 선수를 가리키는 단어이다.

## 설명
양투양타인 선수는 전형적인 스위치히터와 스위치투수의 모습을 보여주는 야구 선수이다. 양투양타의 경우는 내야수, 외야수, 투수를 모두 맡는 것이 가능한 올라운더형 선수가 된다. 다만 양투양타의 경우는 야구에선 흔한 유형의 야구 선수가 아니다. 양투 양타인 야구 선수로는 한화 이글스의 선수로 활약했던 김용호가 있다.

## 같이 보기
- 야구
- 타자
- 투수